# Adam Zamenhof
Pour les articles homonymes, voir Zamenhof.
Adam Zamenhof (11 juin 1888 - 1940) est un ophtalmologue et espérantiste polonais.

## Biographie

### Enfance
Adam Zamenhof nait le 11 juin 1888 à Varsovie, alors dans l’Empire russe. Son père est Louis-Lazare Zamenhof, ophtalmologue  et initiateur de l’espéranto, une langue à vocation internationale. Sa mère est Klara Zamenhof, ardente promotrice de l’espéranto.

### Mort
Lorsque les nazis envahissent la Pologne, Adam Zamenhof est arrêté et fusillé.